# Tetragnatha obscuriceps
Tetragnatha obscuriceps là một loài nhện trong họ Tetragnathidae.
Loài này thuộc chi Tetragnatha. Tetragnatha obscuriceps được miêu tả năm 1940 bởi Caporiacco.